# Henry Clews
Henry Clews (14 de agosto de 1834 - 31 de enero de 1923) fue un financiero y escritor estadounidense de origen británico.

## Primeros años
Clews nació el 14 de agosto de 1834 en Staffordshire, Inglaterra. Era el menor de cuatro hijos nacidos de Elizabeth "Bessie" (de nacimiento Kendrick) Clews y de James Clews, un próspero fabricante de porcelana de Staffordshire.
A los 14 años, mientras se preparaba para ingresar en la Iglesia Anglicana, Clews viajó a la ciudad de Nueva York, donde "comenzó a percibir las posibilidades que se le presentaban allí a un joven".

## Carrera
Poco después, emigró a los Estados Unidos en 1853. Su primer trabajo fue en un negocio de importación de cerámica, trabajando como empleado aprendiz de Wilson G. Hunt & Company. Organizó la firma Stout, Clews & Mason y finalmente trajo a su hermano James de Inglaterra para ayudarle a administrar una sucursal de la firma de corretaje. En 1859, cofundó Livermore, Clews y Company, que fue el segundo mayor vendedor de bonos federales durante la guerra civil estadounidense.
En 1877, se estableció por su cuenta y fundó la Henry Clews & Company, integrada en la Bolsa de Nueva York, un negocio que lo hizo enormemente rico. En un artículo de 1886 en The New York Times, se hizo referencia a su empresa de la siguiente manera: 

"Han reunido a un equipo de asistentes que, por su habilidad y carácter, son insuperables, y desde el cargo superior hasta el empleado más bajo, son uno y todos actúan guiados por la misma idea, y son incansables en sus esfuerzos por promover el interés de los clientes y también de la propia empresa. El valor de esta cooperación por parte de los empleados se entenderá fácilmente cuando se tenga en cuenta que el negocio actual de esta empresa suma miles de millones de dólares anualmente, incluido un negocio bancario general y la ejecución de órdenes en la Bolsa de Nueva York  y en la Junta de Comercio de Chicago. Todo lo que concierne a esta casa está controlado por sus miembros, lo que también requiere el empleo de una gran cantidad de corredores para ayudarles en su gran negocio de comisiones".

En política, Clews era republicano y organizó el "Comité de los 70", que logró acabar con el círculo de corrupción creado por el político William M. Tweed en la ciudad de Nueva York. Era amigo del presidente Abraham Lincoln y ejerció como asesor económico del presidente Ulysses S. Grant. Clews, en lo que respecta a Grant & Ward, la firma de corretaje de Grant con Ferdinand Ward, fue citado diciendo que "es maravilloso cómo la idea de grandes ganancias cuando se presenta a la mente bajo una luz plausible tiene el efecto de sofocar la sospecha".
Hacia el final de su vida, escribió uno de los clásicos más famosos sobre la vida en Wall Street, titulado "Fifty Years in Wall Street" (Cincuenta años en Wall Street).

## Vida personal
En 1874, Clews se casó con la heredera Lucy Madison Worthington, nacida en Lexington, Kentucky (1851-1945). Lucy, hija de William Hord Worthington y de Anna (Tomlinson) Worthington, era prima segunda del presidente de los Estados Unidos, James Madison y del general de brigada de la Guerra de la Revolución Americana, Andrew Lewis. Juntos, eran padres de tres hijos, dos de los cuales vivieron hasta la edad adulta: 
- Elsie Worthington Clews (1875-1941),[3] una antropóloga que se casó con el representante estadounidense Herbert Parsons (1869-1925), un hijo de John Edward Parsons, en 1900.[12]
- Henry Clews Jr. (1876-1937), un artista que se casó con la socialité divorciada de Nueva York Louise Hollingsworth (Morris) Gebhard (1877-1936) en 1901.[13] También se divorciaron y en 1914 se casó con Elsie "Marie" (Whelan) Goelet (1880-1959), la primera esposa de Robert Wilson Goelet.[14][15] Vivían en el Château de la Napoule en Francia.[16]
- Robert Bower Clews (1878-1890), quien murió a los 12 años de edad víctima de una hemorragia cerebral.[3]

Clews murió de bronquitis en la ciudad de Nueva York, el 31 de enero de 1923. Fue enterrado en el cementerio Woodlawn en el Bronx. Su viuda murió, a la edad de 93 años, en su casa del 15 de East 69th Street en Nueva York, el 19 de mayo de 1945.

### Descendientes
A través de su hijo Henry, fue el abuelo de Henry Clews III (1903-1983); Louise Hollingsworth Morris Clews (1904-1970), quien se casó con Ian Campbell, 11º duque de Argyll y se convirtió en la duquesa de Argyll; y Mancha Madison Clews (1915-2006), ingeniero eléctrico.

## Trabajos publicados
- Clews, Henry. Fifty Years in Wall Street. Hoboken, N.J.: J. Wiley & Sons, 2006.